# Jak wytresować smoka (film 2025)
Jak wytresować smoka (ang. How to Train Your Dragon) – amerykański film fantasy w reżyserii Deana DeBloisa z 2025 roku. Produkcja ta jest remake’em filmu z 2010 roku pt. Jak wytresować smoka, który powstał na podstawie książek brytyjskiej pisarki Cressidy Cowell.

## Fabuła
Na wyspie Berk, gdzie wikingowie i smoki są zaciekłymi wrogami od pokoleń, mieszka Czkawka. Pomysłowy, ale niedoceniony syn wodza, Czkawka przeciwstawia się wielowiekowej tradycji, kiedy zaprzyjaźnia się ze Szczerbatkiem. Ich nieprawdopodobna więź ujawnia prawdziwą naturę smoków, podważając fundamenty społeczeństwa wikingów. Z wojowniczą i ambitną Astrid i Gobberem u boku Czkawka konfrontuje się ze światem rozdartym strachem i niezrozumieniem. Gdy pojawia się starożytne zagrożenie, zagrażające zarówno wikingom, jak i smokom, przyjaźń Czkawki i Szczerbatka staje się kluczem do wykucia nowej przyszłości. Razem muszą podążać delikatną ścieżką w kierunku pokoju, wznosząc się poza granice swoich światów i na nowo definiując, co to znaczy być bohaterem i przywódcą.

## Obsada
- Mason Thames jako Czkawka[3]
- Gerard Butler jako Stoik[3]
- Nico Parker jako Astrid[3]
- Nick Frost jako Pyskacz Gbur[3]
- Julian Dennison jako Śledzik[3]
- Gabriel Howell jako Sączysmark[3]
- Bronwyn James jako Szpadka[3]
- Harry Trevaldwyn jako Mieczyk[3]
- Ruth Codd jako Phlegma[3]
- Murray McArthur jako Hoark[3]

Peter Serafinowicz również wystąpi w produkcji, jednak jego rola nie została ujawniona.

## Produkcja

### Rozwój i obsada
W lutym 2023 roku ogłoszono, że powstanie live action filmu Jak wytresować smoka, za którego reżyserię odpowiedzialny będzie Dean DeBlois. Marc Platt i Adam Siegel zostali koproducentami filmu. Trzy miesiące później ogłoszono, że aktorzy Nico Parker i Mason Thames wcielą się w rolę Astrid Hofferson i Czkawki Haddocka. Gerard Butler, który w oryginalnej wersji podkładał głos Stoikowi Ważkiemu, powróci przy tej produkcji do tej samej roli. Nick Frost wcieli się w postać Pyskacza Gbura. W lutym 2024 ogłoszono, że do obsady filmu dołączyli Julian Dennison, Gabriel Howell, Harry Trevaldwyn i Bronwyn James. W marcu do obsady dołączyła Ruth Codd, która wcieli się w rolę Phlegmy.
W listopadzie 2024 roku czasopismo biznesowe Forbes poinformowało, że Universal Pictures wydało ponad 50 milionów dolarów na preprodukcję filmu.

### Praca filmowa
Początkowo okres zdjęciowy miał rozpocząć się w lipcu 2023 roku w Belfaście, w Irlandii Północnej. W wyniku strajku SAG-AFTRA okres ten został przesunięty. Gdy strajk dobiegł końca, planowano rozpocząć zdjęcia w połowie stycznia 2024 roku. Ostatecznie okres zdjęciowy rozpoczął się 15 stycznia 2024 roku i trwały do 16 maja. Kamerzystą został Bill Pope.
Za efekty specjalne odpowiedzialna będzie firma Famestore, a Christian Manz będzie pełnić funkcję kierownika ds. efektów wizualnych.

## Muzyka
John Powell, który komponował muzykę do trzech filmów animowanych, ogłosił 16 lutego 2023 roku, że skomponuję ścieżkę dźwiękową do remake Jak wytresować smoka.

## Premiera
Przedpremiera pierwszego zwiastuna odbyła się 15 listopada 2024 roku w trakcie Empire's 2025 Preview, a dokładniej przed premierą filmowej adaptacji Wicked. Universal Pictures opublikował 19 listopada 2024 roku pierwszy zwiastun filmu. Nowa wersja filmu została zaprezentowana podczas Super Bowl LIX 9 lutego 2025, przed premierą oficjalnego zwiastuna, który miał swoją premierę trzy dni później. 12 lutego 2025 roku został opublikowany zwiastun końcowy filmu. Oficjalny zwiastun został wyemitowany przed emisją filmu Kapitan Ameryka: Nowy wspaniały świat.
Początkowo premiera miała mieć miejsce 14 marca 2025 roku, jednak ze względu na strajk SAG-AFTRA została ona przeniesiona na 13 czerwca tego samego roku.

## Sequel
2 kwietnia 2025 roku na Cinema Com Universal Pictures ogłosiło, że trwają prace nad aktorską wersją drugiego filmu z oryginalnej trylogii animowanej Jak wytresować smoka 2 z 2014 roku, a jego premiera zaplanowana jest na 11 czerwca 2027 roku.